# Slag bij Gadebusch
In de Slag bij Gadebusch (ook Slag bij Wakenstädt genoemd) versloegen de Zweedse troepen op 20 december 1712 de alliantie van Deense en Saksische troepen in de buurt van Gadebusch in Nordwestmecklenburg. Deze slag was de laatste grote Zweedse zege in de Grote Noordse Oorlog.
De Zweedse bevelhebber Magnus Stenbock had zich opgesteld tussen het zich ten zuiden van Stralsund bevindende Russisch-Saksische leger en het Deense leger dat zich in de buurt van Hamburg had verzameld, om te vermijden dat de bondgenoten zich tot één leger zouden samenvoegen. Door coördinatieproblemen werd het Russische leger vertraagd in zijn opmars, in het bijzonder de artillerie, waardoor die in de Slag bij Gadebusch niet kon ingezet worden. Zo kon Magnus Steinbeck een overwinning behalen tegen wat feitelijk een verdeelde Deens-Saksische tegenstander was.
Bevelhebber van de Deense troepen was Frederik IV van Denemarken; van de Saksische troepen was dat Jakob Heinrich von Flemming.